# Heliconia (kommun)
Heliconia är en kommun i Colombia.   Den ligger i departementet Antioquía, i den nordvästra delen av landet, 260 km nordväst om huvudstaden Bogotá. Antalet invånare är 6 656.